# Sueña conmigo, Donaji
Sueña conmigo, Donají es una telenovela mexicana producida y por  Ernesto Alonso en 1967. Protagonizada por Teresa Velázquez y Héctor Andremar.

## Sinopsis
Donají (Teresa Velázquez) es una joven indígena rubia de Oaxaca que descubre ser en realidad la hija perdida de arqueólogo francés.

## Elenco
- Teresa Velázquez - Donají
- Héctor Andremar - Alberto
- Carlos Fernández - Paul
- Hortensia Santoveña - Juana
- Gina Romand - Laura
- Alicia Rodríguez - Laura
- Raúl Meraz - Dr. Guillermo Cabrera
- Jorge Vargas - Luciano
- Socorro Avelar
- Yolanda Ciani- Raquel
- Amparo Arozamena - Patricia
- Sara Guash - Leonor
- Juan Antonio Edward - José Luis